# 산페드로주

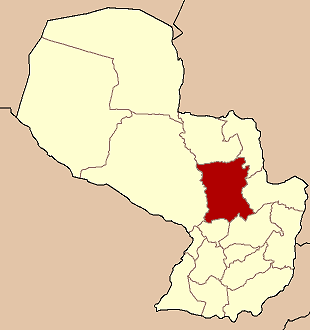
산페드로 주의 위치

산페드로주(스페인어: Departamento de San Pedro)는 파라과이 남서부에 위치한 주로 주도는 산페드로데이쿠아만디유이며 면적은 20,002km2, 인구는 318,787명(2007년 기준), 인구 밀도는 16명/km2이다.
북쪽으로는 콘셉시온 주, 북동쪽으로는 아맘바이 주, 동쪽으로는 카닌데유 주, 남동쪽으로는 카과수 주, 남서쪽으로는 코르디예라 주, 서쪽으로는 프레시덴테아예스 주와 접한다. 19개 현을 관할한다.

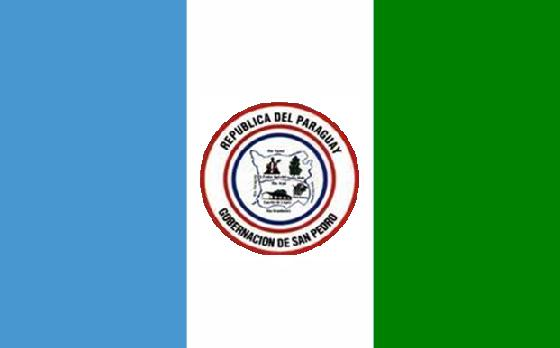
주기